# Rinka Duijndam
Rinka Duijndam (født 13. marts 1989 i Haag, Nederlandene) er en kvindelig hollandsk håndboldspiller som spiller for Sola HK og Hollands kvindehåndboldlandshold.
Hun var med til at vinde VM-guld for Holland, ved VM i kvindehåndbold 2019 i Japan, efter finalesejr over Spanien, med cifrene 30-29.